# Rugby 7 femenino en los Juegos Asiáticos 2014
El Rugby 7 femenino en los Juegos Asiáticos de 2014 se jugó entre el 30 de septiembre y 2 de octubre de 2014 en el 	Namdong Asiad Rugby Field de Incheon y participaron 10 selecciones de Asia.
China venció en la final a Japón para ganar la medalla de oro.

## Fase de grupos

### Grupo A
| Pos. | Equipo        | Encuentros | Encuentros | Encuentros | Encuentros | Tantos  | Tantos    | Tantos     | Puntos |
| Pos. | Equipo        | jugados    | ganados    | empatados  | perdidos   | a favor | en contra | diferencia | Puntos |
| ---- | ------------- | ---------- | ---------- | ---------- | ---------- | ------- | --------- | ---------- | ------ |
| 1    | China         | 4          | 4          | 0          | 0          | 164     | 7         | 157        | 12     |
| 2    | Japón         | 4          | 3          | 0          | 1          | 163     | 28        | 135        | 10     |
| 3    | Singapur      | 4          | 2          | 0          | 2          | 41      | 103       | -62        | 8      |
| 4    | Uzbekistán    | 4          | 1          | 0          | 3          | 10      | 104       | -94        | 6      |
| 5    | Corea del Sur | 4          | 0          | 0          | 4          | 7       | 143       | -136       | 4      |

### Grupo B
| Pos. | Equipo     | Encuentros | Encuentros | Encuentros | Encuentros | Tantos  | Tantos    | Tantos     | Puntos |
| Pos. | Equipo     | jugados    | ganados    | empatados  | perdidos   | a favor | en contra | diferencia | Puntos |
| ---- | ---------- | ---------- | ---------- | ---------- | ---------- | ------- | --------- | ---------- | ------ |
| 1    | Hong Kong  | 4          | 4          | 0          | 0          | 162     | 21        | 141        | 12     |
| 2    | Kazajistán | 4          | 3          | 0          | 1          | 159     | 17        | 142        | 10     |
| 3    | Tailandia  | 4          | 2          | 0          | 2          | 108     | 44        | 53         | 8      |
| 4    | Malasia    | 4          | 1          | 0          | 3          | 12      | 178       | -166       | 6      |
| 5    | Laos       | 4          | 0          | 0          | 4          | 5       | 175       | -170       | 4      |

#### Noveno puesto
|  | 9° puesto     |               |    |  |
|  |               |               |    |  |
|  | Corea del Sur | Corea del Sur | 34 |  |
|  | Corea del Sur | Corea del Sur | 34 |  |
|  | Laos          | Laos          | 0  |  |
|  | Laos          | Laos          | 0  |  |

#### Copa de plata
|  | Copa de plata | Copa de plata | Copa de plata |          |           | Quinto puesto  | Quinto puesto  | Quinto puesto  |  |
|  |               |               |               |          |           |                |                |                |  |
|  |               |               |               |          |           |                |                |                |  |
|  | Singapur      | Singapur      | 27            |          |           |                |                |                |  |
|  | Singapur      | Singapur      | 27            |          |           |                |                |                |  |
|  | Malasia       | Malasia       | 0             |          |           |                |                |                |  |
|  | Malasia       | Malasia       | 0             |          | Tailandia | Tailandia      | 38             |                |  |
|  |               |               |               |          | Tailandia | Tailandia      | 38             |                |  |
|  |               |               | Singapur      | Singapur | 7         |                |                |                |  |
|  | Tailandia     | Tailandia     | Singapur      | Singapur | 7         | 33             |                |                |  |
|  | Tailandia     | Tailandia     |               |          |           | 33             |                |                |  |
|  | Uzbekistán    | Uzbekistán    | 0             |          |           | Séptimo puesto | Séptimo puesto | Séptimo puesto |  |
|  | Uzbekistán    | Uzbekistán    | 0             |          |           | Séptimo puesto | Séptimo puesto | Séptimo puesto |  |
|  |               |               |               |          |           |                |                |                |  |
|  |               |               |               |          |           | Uzbekistán     | Uzbekistán     | 12             |  |
|  |               |               |               |          |           | Uzbekistán     | Uzbekistán     | 12             |  |
|  |               |               |               |          |           | Malasia        | Malasia        | 5              |  |
|  |               |               |               |          |           | Malasia        | Malasia        | 5              |  |
|  |               |               |               |          |           |                |                |                |  |

#### Ronda de medallas
|  | Semifinales | Semifinales | Semifinales |       |       | Medalla de oro    | Medalla de oro    | Medalla de oro    |  |
|  |             |             |             |       |       |                   |                   |                   |  |
|  |             |             |             |       |       |                   |                   |                   |  |
|  | China       | China       | 24          |       |       |                   |                   |                   |  |
|  | China       | China       | 24          |       |       |                   |                   |                   |  |
|  | Kazajistán  | Kazajistán  | 12          |       |       |                   |                   |                   |  |
|  | Kazajistán  | Kazajistán  | 12          |       | China | China             | 14                |                   |  |
|  |             |             |             |       | China | China             | 14                |                   |  |
|  |             |             | Japón       | Japón | 12    |                   |                   |                   |  |
|  | Japón       | Japón       | Japón       | Japón | 12    | 17                |                   |                   |  |
|  | Japón       | Japón       |             |       |       | 17                |                   |                   |  |
|  | Hong Kong   | Hong Kong   | 10          |       |       | Medalla de bronce | Medalla de bronce | Medalla de bronce |  |
|  | Hong Kong   | Hong Kong   | 10          |       |       | Medalla de bronce | Medalla de bronce | Medalla de bronce |  |
|  |             |             |             |       |       |                   |                   |                   |  |
|  |             |             |             |       |       | Kazajistán        | Kazajistán        | 12                |  |
|  |             |             |             |       |       | Kazajistán        | Kazajistán        | 12                |  |
|  |             |             |             |       |       | Hong Kong         | Hong Kong         | 0                 |  |
|  |             |             |             |       |       | Hong Kong         | Hong Kong         | 0                 |  |
|  |             |             |             |       |       |                   |                   |                   |  |